# Alam Šáh II.
Alam Šáh II., rozený Ali Gohar nebo Ali Gauhar (25. června 1728, Šáhdžahanabád – Staré Dillí – 19. listopadu 1806, Staré Dillí) byl 16. indický císař mughálské dynastie. Vládl v období stálých válečných konfliktů v letech 1760—1806, s přestávkou zajetí od 31. července do 15. října 1788 a oslepení. Musel čelit invazi z Afghánistánu a stupňující se agresi Britské Východoindické společnosti.

## Život
Princ Ali Gohar se narodil jako nejstarší syn šáha Álamgíra II. v době mocenského boje mezi vezíry svého otce. Vyrůstal v zajetí v Rudé pevnosti v Dillí. Byl sice korunním princem říše a náměstkem svého otce, ale téměř veškerou moc držel vezír Imad-ul-Mulk. V obavách o život v roce 1758 Ali Gohar zformoval vojenskou jednotku a s ní uprchl z Dillí do východního Subahu, kde se v roce 1759 pokusil sesadit šáha Jahana III. a opět získat kontrolu nad Bengálskem, Bihárem a Urísou.
Poté, co byl otec zavražděn v Dillí 29. listopadu 1759, nastoupil na trůn Šáh Džahán III., pravnuk šáha Aurangzeba, ale po krátké vládě byl sesazen. 24. prosince 1759 se Alam Šáh II. prohlásil za císaře.
Dalším dlouhodobým konfliktem byly Anglo-maráthské války na středozápadě indického subkontinentu. Alam II. v exilu v Alláhabádu 15. února 1771 uzavřel s pomocí Mirzy Najafa Khana smlouvu s Marathy, kteří měli dobýt Dillí jeho jménem a obdržet za to čtyři miliony rupií. 6. ledna 1772 se vrátil do Dillí. Díky Mirzovi Najafu Khanovi se mu podařilo zatlačit sikhy v Paňdžábu, ale kvůli finančním potížím nedokázal rozšířit vládu své říše mimo oblast Dillí a sousedního Palamu (kde je dnes letiště).

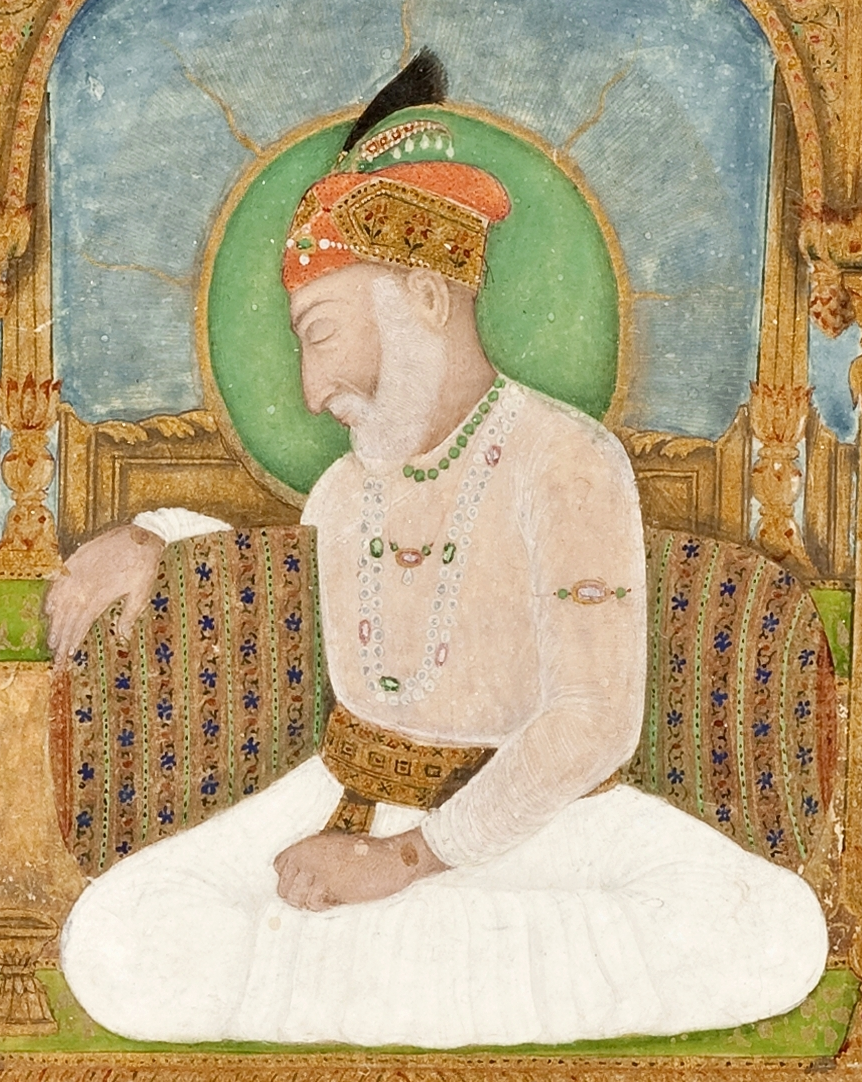
Oslepený císař Alam II., miniatura po roce 1788

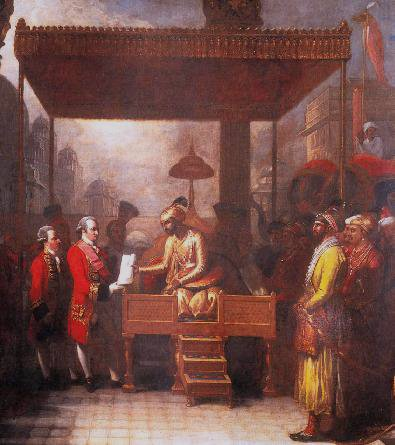
Lord Clive přijímá od šáha Alama II. právní smlouvu pro výběr daní

V roce 1788 říši napadl afghánský Ghulam Qadir. Alam byl sesazen, zajat a 31. července oslepen. Místo něj byl císařem prohlášen Šáh Džahán IV. Marathové v roce 1789 vrátili slepého šáha Alama na trůn. Když byli ve druhé marathské válce Marathové poraženi, musel Alam 29. srpna 1803 přijmout ochranu Britské východoindické společnosti. Jeho území bylo anektováno. Směl nadále užívat titul vládce Paňdžábu, ale vládl jen v Červené pevnosti Dillí.

### Bengálská válka a bitva u Buxaru
Válku vedli Britové s Alamem Šáhem II. o hospodářské podrobení Bengálska. Po prohrané bitvě u Buxaru z roku 1764 musel Alam Šáh II. postoupit Východoindické společnosti práva vybírat daně, z nichž dostával jen 2,5 milionu rupií. Britové jmenovali v Indii svého prvního guvernéra (faktického vládce), jímž byl baron Robert Clive (1725–1774), jemuž se Alam II. smlouvou (diwani) zavázal postoupit příjmy z Bengálska. Na návrh Warrena Hastingse z roku 1773 byl výběrčí pohyblivé rolnické daně určen v dražbě; systém byl roku 1793 uzákoněn. Vedl k dalšímu ožebračování Bengálců.

## Dílo
Alam Šáh II. proslul jako básník, jeho básně sbíral a vydával Mirza Fakír Makin. Psal také prózu.